# سيو دونج-وون (لاعب كرة قدم)
سيو دونج-وون (14 أغسطس 1975 في كوريا الجنوبية - ) هو لاعب كرة قدم كوري جنوبي في مركز الوسط. شارك مع منتخب كوريا الجنوبية لكرة القدم. أما مع النوادي، فقد لعب مع إنتشون يونايتد وبوهانغ ستيلرز وجونبك هيونداي موتورز وسوون سامسونغ بلووينغز ونادي بوسان أي بارك ونادي سونغنام ونادي غوانغجو وجوانجو سانجمو ‏ وجامعة يونسي ودايجون هانا سيتزن.

## وصلات خارجية
- سيو دونج-وون (لاعب كرة قدم) على موقع دوري كوريا الجنوبية (الإنجليزية)
- سيو دونج-وون (لاعب كرة قدم) على موقع قاعدة بيانات كرة القدم.إي يو (الإنجليزية)
- سيو دونج-وون (لاعب كرة قدم) على موقع ناشيونال فوتبول تيمز (الإنجليزية)
- سيو دونج-وون (لاعب كرة قدم) على موقع Soccerway.com (الإنجليزية)